# 吳思華
吳思華（1955年7月9日—），台灣管理學學者，雲林縣北港鎮人，籍貫浙江省平陽縣。現任國立政治大學商學院講座教授，曾任中華民國教育部部長、國立政治大學校長、商學院院長等職。研究專長為策略管理、產業與競爭分析、知識經濟、創新與創造力等，曾獲第一屆科技管理學會院士、2008年「科技管理獎」個人獎。

## 經歷

### 國立政治大學校長
- 2006年8月1日，接任國立政治大學校長。
- 2014年6月，校務會議票選，吳思華卸任後續代理校長。

### 教育部長
- 2014年7月29日，行政院公布自8月6日起由政大校長吳思華接任教育部長。[4]

#### 教育理念
- 確保每位學童基本學力，五育均衡，培養優質公民；引導每個學生適性發展，活出精彩的人生；厚植公民社會與創新社會持續發展的基礎實力。[5]

#### 教育創新
- 推動2015年「教育創新行動年」：辦理提升青年學生全球移動力計畫、高等教育創新轉型方案、青年學者養成計畫、創新自造教育計畫、國民教育階段學生學習精進方案、十二年國民基本教育五年精進計畫、偏鄉教育創新發展方案等教育創新方案。[6]
- 2014年11月12日制定公布「學生輔導法」，建構三級輔導體制。[7]
- 2014年11月19日制定公布「學校型態實驗教育實施條例」、「高級中等以下教育階段非學校型態實驗教育實施條例」，2014年11月26日制定公布「公立國民小學及國民中學委託私人辦理條例」，推動實驗教育。[8][9][10]
- 2015年1月5日「國家運動訓練中心」正式營運，成為推動國家運動訓練事務及培育運動競技人才的專責機構。[11]
- 2015年1月14日制定公布「技術及職業教育法」，落實技術及職業教育人才培育。[12]
- 2015年4月30日核定發布「青年發展政策綱領」，勾勒全方位的青年發展政策架構。
- 2015年6月10日制定公布「教師待遇條例」，完備教師待遇法制。

## 爭議

### 水岸電梯

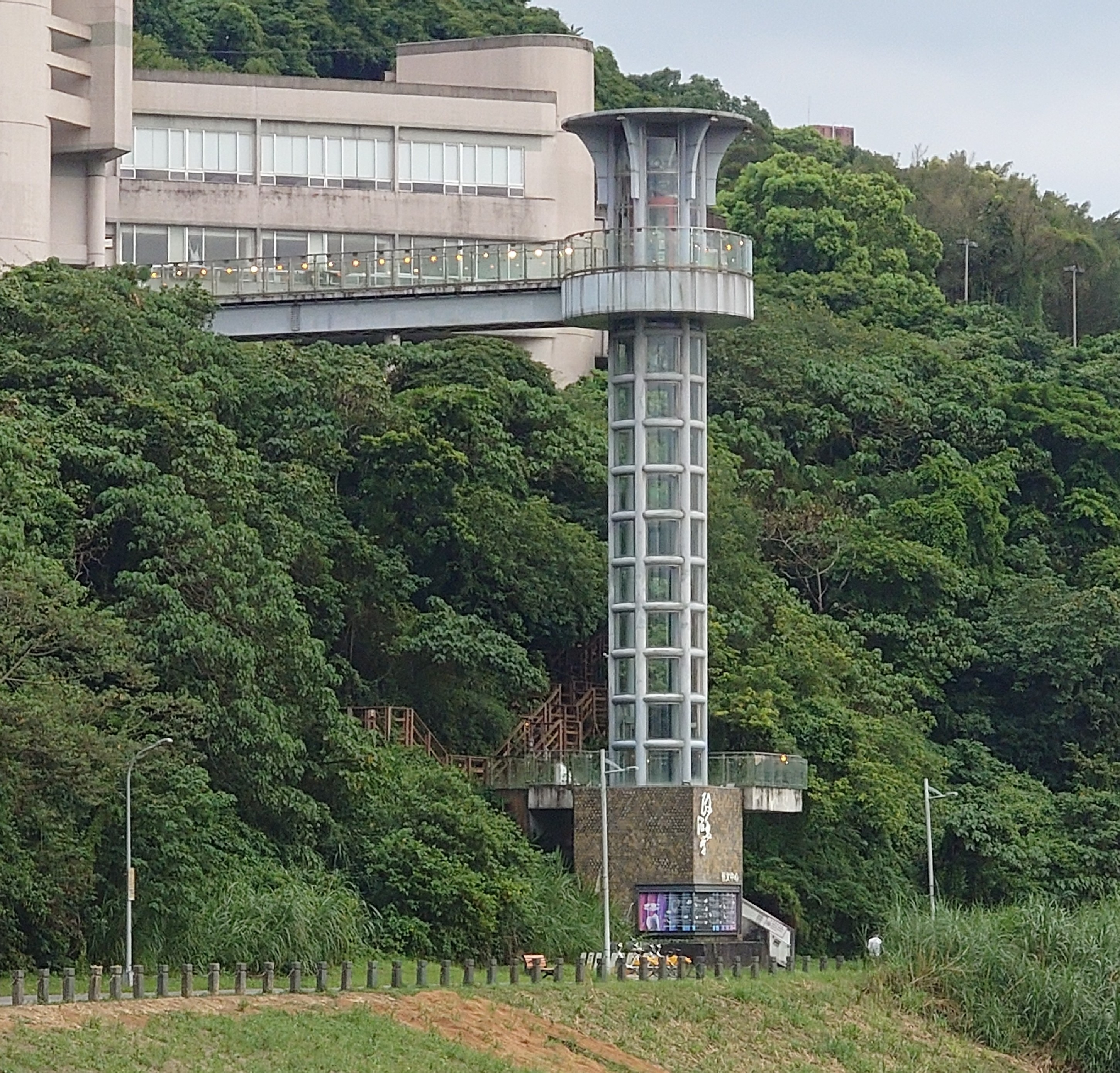
政大水岸電梯與後方藝文中心

2013年，時任政大校長的吳思華欲加強景美溪河岸自行車道與校內山上校區藝文中心之連結，預計以募款方式（不動用學校經費），在政治大學內興建藝文中心通往河岸的水岸電梯。
由於水岸電梯募款狀況不佳，使用校務基金墊支部分工程經費，且經監察委員余騰芳實地履勘，發現前往搭乘水岸電梯的動線規劃設計不佳，未顧及師生活動的使用習慣需求導致使用效率低落。電梯實際使用人次最高每日僅有341人次，與該校每日山上、山下校區來回1萬人次相較，明顯偏低效率不彰。
根據政大回應監察院水岸電梯調查報告說明表示，已有許多師生習慣利用水岸往來山上山下校園；同時水岸電梯亦開始成為藝文中心之出入動線之一，有效協助大型藝文活動散場疏散管道。此外，結合水岸運動公園及自行車動線規劃，假以時日，將成為學校與社區互動之最佳場域。未來為活絡水岸電梯使用率、增進山上生活圈機能，將配合藝文中心整修工程等配套，宣導師生多加利用，並推廣水岸自行車動線，未來結合指南山莊，期能打造一個友善生態校園。

### 高中歷史課綱微調案

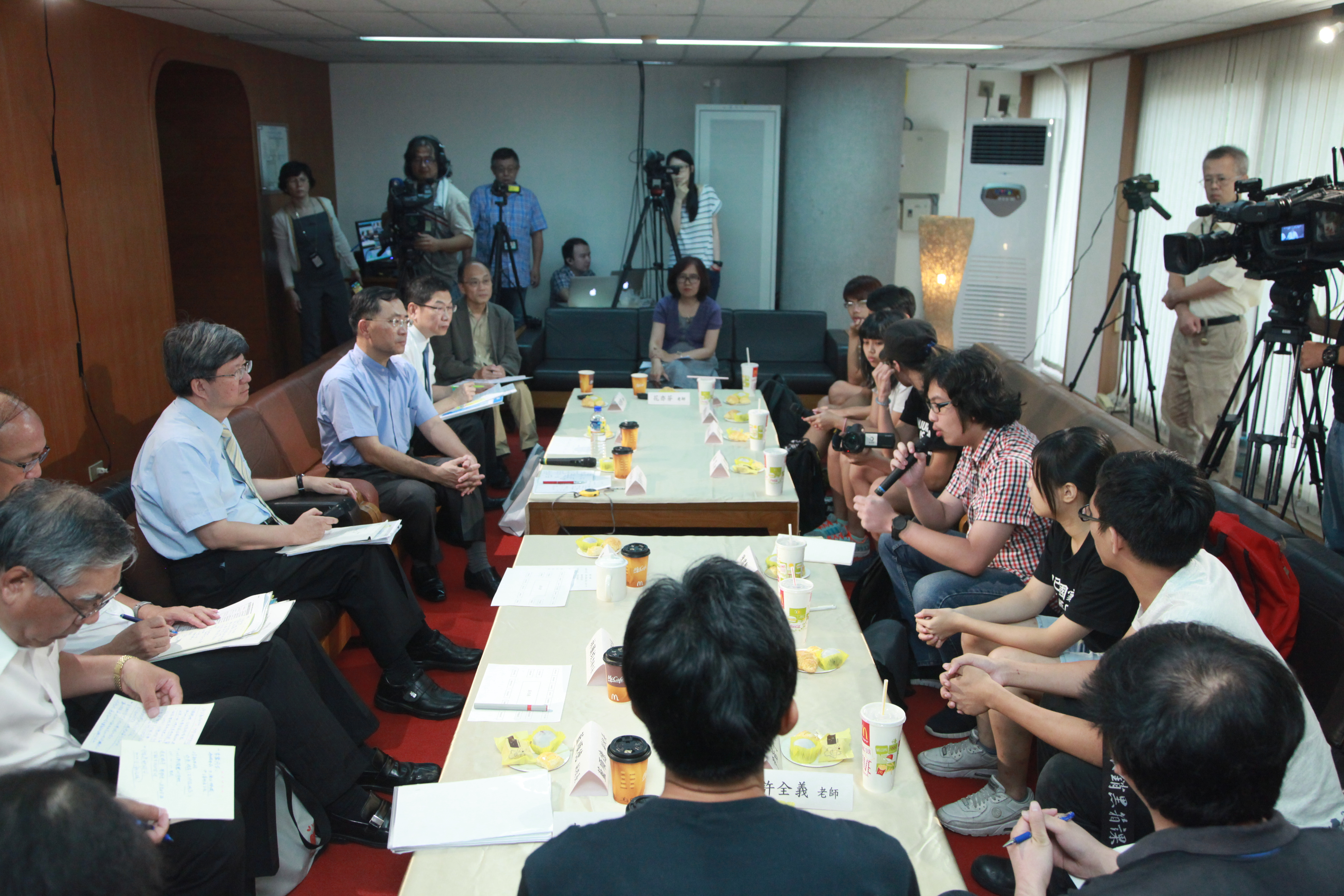
吳思華與師生代表就課綱微調議題座談

- 吳思華任職教育部長期間，前任部長於2014年2月10日公布的微調高中國文、社會領域課程綱要引發政治爭議，台權會2014年1月要求提供課審會委員名單、個別發言及錄音檔，以違反「政府資訊公開法」提告，台北高等行政法院宣判教育部敗訴，認為政府應該公開課綱審核相關資訊。但教育部長吳思華認為，法院之判決係指課綱審議程序之資訊是否應該公開，非指課綱微調之內容與程序，因此，無損微調課綱之法律效力，因此如期於104年8月1日起實施。同時，又因資訊公開事涉與會委員個別發言內容及錄音檔案是否應該公開，屬全國通案性質；若將會議中每位委員之個別發言內容及錄音檔案公布，會讓與會委員無法暢所欲言，將影響政府決策品質，況且該作法是延續過去慣例，民進黨執政期間之個別委員名單也沒立即公布、發言內容亦從未公布。因此教育部提出上訴。
- 2015年3月9日、5月6日，教育部長吳思華至立法院進行專案報告，就普通高級中學國文及社會領域課程綱要微調政策進行詢答。
- 2015年5月9日至5月20日，在國家教育研究院舉辦教科書展，用事實化解社會的疑慮，強調教科書的編輯、審查均須以課綱為規範，課綱說明欄所列舉之實例，係供教科書編者選擇題材的參考，編者仍可依其學術專業，選擇其他適切的實例進行說明。
- 2015年6月1日，吳思華召開記者會，正式對外宣布，教育部秉持5大原則：「遵守中華民國憲法」、「包容多元史觀」、「教師專業自主」、「校園理性思辨」、「大家一起共寫教材」，逐步落實3項作法：「新舊版教科書併行」、「新舊版教科書差異爭議部分，不列入大學入學考試命題」、「即刻依程序啟動課綱檢討」。
- 2015年6月9日，吳思華首度為課綱微調爭議與學生面對面溝通，在國立台中第一高級中學召開說明會，會議中，台中一中歷史科許全義老師發言，虛構「課綱內容竟然改成我國最高山是聖母峰而非玉山」，並將白色恐怖與二二八事件內容刪除。隔日媒體大幅報導澄清，但不管新舊課綱及課本中均無我國最高山是聖母峰或玉山的內容；至於白色恐怖及二二八事件更由課綱之「說明欄」提高至「重點欄」。該日座談進行中，反課綱學生高舉「臺灣獨立」之標語，當吳思華離開會場時，遭到學生及社運人士擋住去路，使現場情況一度陷入混亂。
- 2015年6月15日，吳思華透過行政院內閣踹共網路直播節目，說明課綱微調程序與內容，並回應網友提問。
- 2015年7月8日，立法委員陳淑慧委員邀集學生代表約20位，舉行高中課綱微調座談會。
- 2015年7月23日晚間11時35分，於教育部發生了反課綱學生佔領教育部事件。學生在公民團體的支持下，利用鋁梯、木梯，越過教育部旁之福利社屋頂，闖入教育部，侵入部長室，破壞公物，並挾持駐衛警值班人員。由於學生再三對教育部丟擲油漆、闖入國教署台北辦公室，學生及民眾的行為已經逾越法律範圍，因此由教育部秘書處對違法者依法提告。惟後來反課綱學生逐漸表現出平和理性態度，於是基於教育的立場，教育部決定對違法學生撤告。
- 2015年7月30日，吳思華探望反課綱學生林冠華之家屬，並表示接獲林生想自殺的消息，同日不久林生燒炭自殺。
- 2015年7月31日，吳思華遭約十名反課綱學生攔路嗆「殺人部長」。
- 2015年8月3日，反課綱學生代表下午2時在國家圖書館與教育部長吳思華對談，媒體全程Live轉播。學生提出撤回課綱等訴求，但吳思華仍堅持立場，認為課綱微調並沒有不合法之處，北區反課綱高校聯盟總召朱震等學生不滿吳思華答覆，在場哭泣並退席抗議，約2個小時的對談宣布破局。有媒體報導，在座談過程中，吳部長聽到某教授發言時翻白眼，對此吳思華表示是眼睛疲勞動一下眼球，但被曲解大作文章。
- 2015年8月4日，反課綱學生領導者宣布「底線是暫緩課綱」，如果立法院臨時會決議暫緩課綱，暫時使用舊教科書，他們就願意討論撤離。但國民黨立法院黨團4日上午黨團會議，敲定不召開臨時會。立法院朝野黨團協商於中午12時獲致以下決定：各黨團同意建議教育部依「高級中等教育法」第43條規定，立即啟動「高級中等以下學校課程審議會」進行課綱檢討；104學年度教科書由各學校自由選擇。當晚，教育部長吳思華接受中視「網路酸辣湯」主持人陳鳳馨、唐湘龍專訪，表示有幾次想過要辭職，但認為如果能趁此機會建立課綱制定之可長可久制度，亦為好事。
- 2015年8月5日下午，吳思華部長在霧峰的國教署與學生代表座談，結束後發表感想時指出感謝同學花時間跟他對話，也佩服同學以平和的態度表達意見，在對話中有許多積極性的建議，期待事件儘快落幕，他也請教育部把對學生的提告撤銷。
- 2015年8月6日，行政院院會結論與8月4日立法院黨團朝野協商共識，均與教育部立場及處理原則一致：1.新舊版教科書並行，由各學校自主選書、2.依高級中等教育法第43條規定儘速召開高級中等以下課程審議會，制定課綱研訂與審議機制。
- 2015年8月6日，學生下午宣布結束為期7天的佔領教育部行動。
- 2016年5月13日，最高行政法院將高等法院判決吳思華敗訴的課綱微調案發回高院更審，但吳思華自稱勝訴。

## 相關作品
- 吳思華主編，2020，明日教育的曙光：八個教育創業家的熱血故事，台北：遠流出版社
- 吳思華等，2014，大學的蛻變：指南山下的創新實踐，台北：遠流出版社
- 《臺灣產業研究第四輯：知識資本在台灣》
- 《Journal of Intellectual Capital, Vol. 6, No. 2, 2005“Tiger” BrainPower: Taiwan’s Intellectual Capital International》
- 《Journal of Technology Management Special Issue – The Process of Innovation: The Asian Way》
- 吳思華、許牧彥、侯勝宗，2006，「智慧資本策略思維」，智慧資本管理，國立政治大學商學院台灣智慧資本研究中心主編，頁27-48，台北：華泰文化出版
- 吳思華、許牧彥、林良陽，2006，「智慧資本運用能耐」，智慧資本管理，國立政治大學商學院台灣智慧資本研究中心主編，頁325-359，台北：華泰文化出版
- 吳思華、溫肇東、馮國卿，2002，「建構以知識管理為內涵之虛擬創新育成中心」，大中華管理學術論著與案例系列之高新科技管理，段樵、伍鳳儀、黃熾森編，頁345-366，香港：香港中文大學出版
- 吳思華，2002，策略九說(簡體版)，上海：復旦大學出版社
- 吳思華主編，2001，「知識管理在台灣」，台灣產業研究第四期，台北：遠流出版社
- 吳思華，2000，策略九說（三版），台北：臉譜文化出版社
- 吳思華，1998，策略九說（二版），台北：臉譜文化出版社
- 吳思華，1996，策略九說-策略思考的本質，台北：麥田出版社
- 吳思華、廖崇廷，1996，「新產品發展歷程中資源統治方式之研究」，科技體制與產業發展，蔡敦浩主編，頁197-231，高雄：復文出版社
- 吳思華、呂惠茹、柯顯仁，1996，「突破研發困境的本土企業-信東化學」，扭轉乾坤-台灣企業突破變局的成功實例，頁243- 260，台北：中華民國管理科學學會出版
- 吳思華、阮愛寬、蔡玲玲，1996，「策略野心的實現-瑞鵬電訊」，決勝商場-中小企業力挽狂瀾的成功實例，頁3-24，台北：中華民國管理科學學會出版
- 吳思華，1994，產業政策與科技政策論文集，台北：台灣經濟研究院出版
- 吳思華主編，1992，企業與環境個案集，台北：政大企研所所友會出版

## 外部連結
- 吳思華的Facebook專頁
- 政大校史歷屆校長（页面存档备份，存于）
- 政大科智所網頁介紹（页面存档备份，存于）

| 教育職務                           | 教育職務                                          | 教育職務                           |
| ---------------------------------- | ------------------------------------------------- | ---------------------------------- |
| 政治大學                           |                                                   |                                    |
| 前任： 鄭瑞城                      | 政治大學校長 第十二任 2006年8月1日－2014年8月5日  | 繼任： 林碧炤（代理） 正任：周行一 |
| 中華民國政府職務                   |                                                   |                                    |
| 行政院                             |                                                   |                                    |
| 前任： 陳德華（代理） 正任：蔣偉寧 | 教育部部長 第二十六任 2014年8月6日－2016年5月20日 | 繼任： 潘文忠                      |